# Philipp Dulichius
Philipp Dulichius, również: Deulich, Deilich, Teilich, Dulich, Dulichs (ochrzczony 19 grudnia 1562 w Chemnitz, pochowany 25 marca 1631 w Szczecinie) – niemiecki kompozytor, tworzący na przełomie epok renesansu i baroku.

## Życiorys
Syn Caspara Dulichiusa  handlarza suknem, oraz Margarety z domu Grützelmann. Ochrzczony został w kamienickim kościele św. Jakuba i tam też otrzymał pierwsze lekcje muzyki od kantora kościoła, Andreasa Gotthardta. W roku 1579 jako Philippus Deulich Chemniciensis został immatrykulowany na Uniwersytecie w Lipsku, a rok później w Wittenberdze. 
W 1587 roku wyjechał do Szczecina, gdzie wstąpił na służbę u księcia pomorskiego Jana Fryderyka. Uzyskał stanowisko kantora Pedagogium Szczecińskiego z zaszczytnym tytułem Professor et Musicus. Do jego obowiązków należało muzyczne kształcenie gimnazjalistów i przede wszystkim kierowanie muzyką na dworze książęcym (Jana Fryderyka, Bogusława XIII i Filipa II), oraz w kościele Mariackim. Stanowisko swoje utrzymał przez 43 lata, prawie do śmierci.
Pod koniec XVI wieku Dulichius nabył w Szczecinie wolno stojący dom, co wpędziło go w kłopoty finansowe. Na wiele lat pogorszył się jego status materialny. Pracował jako kantor, pedagog, kompozytor, rzeczoznawca i rozjemca w środowisku szczecińskich muzyków. Krótkotrwały okres poprawy w życiu kompozytora został przerwany przez kryzys wywołany wojną trzydziestoletnią. 
Na przełomie lat 1604-1605 przebywał przez kilka miesięcy w Gdańsku, gdzie bezskutecznie ubiegał się o miejsce kantora przy tamtejszym kościele Najświętszej Marii Panny.
W roku 1630 Philipp Dulichius wydał zbiór swych dzieł i na Święta Bożego Narodzenia zrezygnował z urzędu kantora. W następnym roku zmarł – pochowany został w szczecińskim kościele Mariackim. Jego grób, podobnie jak cały budynek kościoła, nie dotrwał do naszych czasów.
Za życia kompozytora kilkakrotnie wydawano jego utwory, głównie w zbiorach Opus musicum, Prima pars centuriae i Secunda pars centuriae. Współcześni nazywali go pomorskim Orlando di Lasso i stawiali w jednym rzędzie z najbardziej cenionymi kompozytorami tamtych czasów, jego utwory były wykonywane m.in. w Dreźnie. 

## Twórczość
W Szczecinie powstały wszystkie zachowane kompozycje Dulichiusa. Są to motety pięcio-, sześcio-, siedmio-, i ośmiogłosowe, pozostające pod wpływami polifonicznej muzyki niderlandzkiej, oraz twórczości Orlando di Lasso. Wszystkie napisane do tekstów biblijnych w języku łacińskim, sporadycznie niemieckim. W większości utworów ośmiogłosowych i części siedmiogłosowych kompozytor stosuje wenecką technikę polichóralną. Choć Dulichius żył i tworzył na przełomie dwóch epok, jego muzyka utrzymana jest w duchu późnego renesansu, nie stosuje wczesnobarokowych "nowinek".
W utworach polichóralnych, punktem wyjścia jest dla Dulichiusa czterogłosowy chór a cappella, stanowiący integralną całość i zestawiany z drugim czterogłosowym chórem. Zespoły te najczęściej kontrastują między sobą brzmieniem i rejestrem (dzięki różnemu składowi głosów) i występują naprzemiennie albo łączą w tutti, co różnicuje siłę brzmienia. Te dwa zabiegi są podstawową zasadą konstrukcji jego utworów.
W budowie formalnej wielochórowych kompozycji Dulichiusa zazwyczaj można wyodrębnić trzy części:
1. wstęp – poszczególne głosy I. i II. chóru wchodzą pojedynczo, imitacyjnie, łącząc się na koniec w tutti
2. rozbudowana część główna, w której chóry współzawodniczą ze sobą
3. końcowe tutti, o zagęszczonej polifonii, zwieńczenie kompozycji.

Dulichius stosuje również zaawansowaną retorykę muzyczną, np. podkreśla szczególnie ważne słowa przez rozdrobnienie wartości rytmicznych, szerszy ambitus i melizmatykę, bogato zdobi słowa opisujące śpiew czy grę, używa chromatyki dla zobrazowania wyrazów o negatywnym znaczeniu, albo ilustruje tekst "kształtem" melodii (góra – fraza o łukowym kształcie, dzień – melodia ruchliwa rytmicznie, o dużym ambitusie, noc – muzyka statyczna, o równomiernym rytmie).

## Literatura
- Kompozytorzy szczecińscy, tom I, pod red. Eugeniusza Kusa, Mikołaja Szczęsnego i Edwarda Włodarczyka, Szczecin 2003, ISBN 83-916790-4-7, str. 26, 85-100
- Encyklopedia muzyczna PWM, część biograficzna c-d, red. Elżbieta Dziębowska, PWM, Kraków 1984, ISBN 83-224-0223-6

## Dyskografia
- Ensemble Amarcord - Nun komm der Heiden Heiland (9. Pastores loquebantur inter se), Raumklang Records, RKap 10205
- Ensemble Villancico - The Källunge Codex 1622 (1. Exultate justi in Domino), Sjelvar Records HB, SJECD 19
- Ensemble Weser-Renaissance Bremen - Festive Hanseatic Music (7. Omnis caro ut foenum, 8. Da pacem Domine), CPO Records, CPO 999782
- Ensemble Weser-Renaissance Bremen - The Spirit of the Renaissance (13. Gloria Patri qui creavit nos), Cpo Records, CPO 999294